# 4864 Німой
(4864) 1988 RA5 (1988 RA5, 1957 SA, 1968 KD, 1969 VD1, 1976 MG, 1985 XZ1) — астероїд головного поясу, відкритий 2 вересня 1988 року.
Тіссеранів параметр щодо Юпітера — 3,461.